# Lahden Hiihtoseura
Lahden Hiihtoseura – fiński klub narciarski, założony 3 kwietnia 1922 roku w Lahti. 
Wychowankami klubu są między innymi: Janne Ahonen, Toni Nieminen, Veli-Matti Lindström, Tami Kiuru, Ville Larinto, Kimmo Yliriesto i Kalle Keituri.